# Schweizergardet
Påvliga schweizergardet (latin: Pontificia Cohors Helvetica, italienska: Guardia Svizzera Pontificia) är ett schweizergarde grundat av påven Julius II den 22 januari 1506. Formellt sett anses schweizergardet vara i tjänst för den Heliga stolen och inte för Vatikanstaten, men gardet utgör de facto, med sina 134 man, tillsammans med Vatikanstatens gendarmeri (108 man), Vatikanstatens militära styrkor. Det är det enda kvarvarande schweizergardet i världen.

## Namnet
Det latinska namnet Pontificia Cohors Helvetica blir rakt översatt ungefär "Påvliga helvetiska/schweiziska kohorten". Kohort var en militär enhet i romerska legionen, och Helvetia var det romerska namnet på det område där Schweiz ligger. Det har senare överlevt som det latinska namnet på Schweiz.

## Historia
Julius II blev påve 1503 och menade att det var ett problem att behöva be om hjälp varje gång Kyrkostaten hotades. Hans farbror Sixtus IV hade 24 år tidigare ingått en allians med Schweiziska edsförbundet, vilket gav påven möjlighet rekrytera schweiziska legosoldater. År 1506 marscherade de första 150 soldaterna in i Vatikanen. Drygt ett halvt år senare erövrade påven Bologna utan strid. År 1512 kastade kardinalen Matthäus Schiner med en 12 000 man stark armé fransmännen ur Milano. 
Den 6 maj 1527 visade gardet sitt mod under Roms skövling, då staden plundrades av kejsar Karl V:s armé på 20 000 man. 189 gardister samlades i Peterskyrkan för att försvara Vatikanen mot inkräktarna. 42 andra gardister höll tillbaka fienden medan påven flydde genom Passetto di Borgo, en hemlig gång som går till fästningen Castel Sant'Angelo. Alla gardister massakrerades.
Den 22 januari 2006 välsignade Benedictus XVI sitt garde på 500-årsdagen av dess upprättande. I april och maj 2006 marscherade en grupp veteraner längs Via Francigena från Schweiz till Vatikanen för att visa påven sin trohet och för att fira att det var 500 år sedan gardet bildades och de första gardisterna gjorde samma vandring.

## Uppdrag
Schweizergardets huvuduppgift är att skydda påven och hans residens. Gardet skall även eskortera påven på hans resor, bevaka tillträdet till Vatikanstaten och medverka till att ordningen upprätthålls inne i Vatikanen. Därför har de tränats för att besvara terroristangrepp, och de har modern beväpning. I praktiken är gardets tjänstgöring uppdelat i vakttjänst, paradtjänst, ordningstjänst och personskydd. Tjänstespråket är tyska.

## Organisation
Schweizergardet är organiserat i en stab och tre skvadroner (av plutons storlek). Gardeskommendanten, en överste, är chef. Det finns även en överstelöjtnant som ställföreträdande chef och utbildningschef, en gardeskaplan (med överstelöjtnants tjänsteställning) som ansvarig för själavården, en major som stabschef, två kaptener som kvartermästare och en fältväbel som gardesadjutant och fanförare. 
En av kaptenerna är tillika chef för första skvadronen (tyskspråkig), överstelöjtnanten är tillika chef för andra skvadronen (franskspråkig) och majoren är tillika chef för tredje skvadronen (flerspråkig; gardesmusiken tillhör huvudsakligen denna skvadron). Fältväbeln är tillika fanförare vid parader. Alla officerare tjänstgör även som vakthavande befäl. Officerarna och fältväbeln tjänstgör vanligen i civila kläder. Uniform bär de endast vid exercis och parader.
De sex vaktmästarna (sergeanterna) är ställföreträdande skvadronchefer, de tio korpralerna gruppchefer och de tio vicekorpralerna ställföreträdande gruppchefer. De 77 meniga gardisterna kallas hillebardiärer.

## Personal

### Rekrytering
Faneden avläggs den 6 maj.

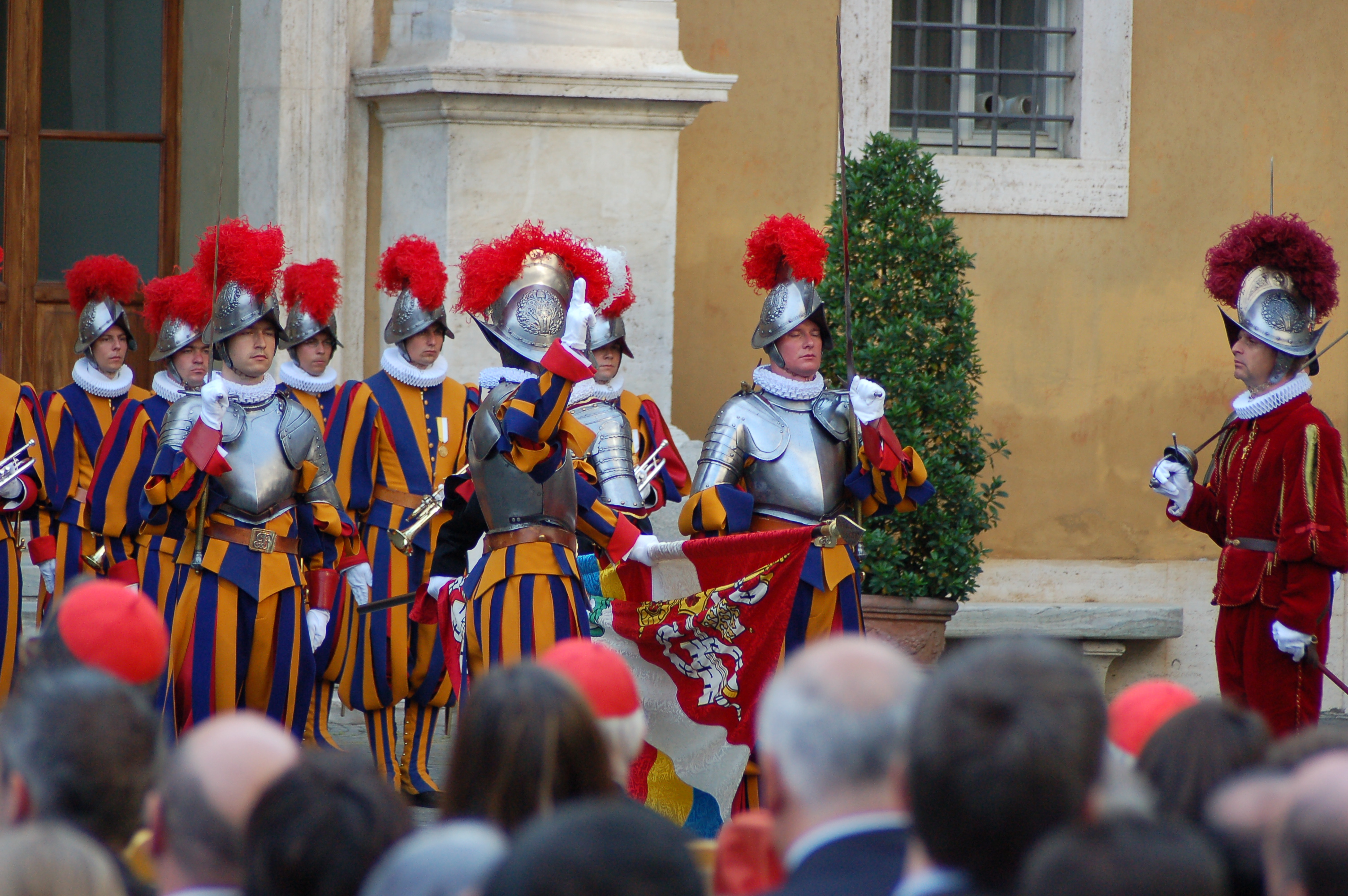
Edsavläggelse 2008.

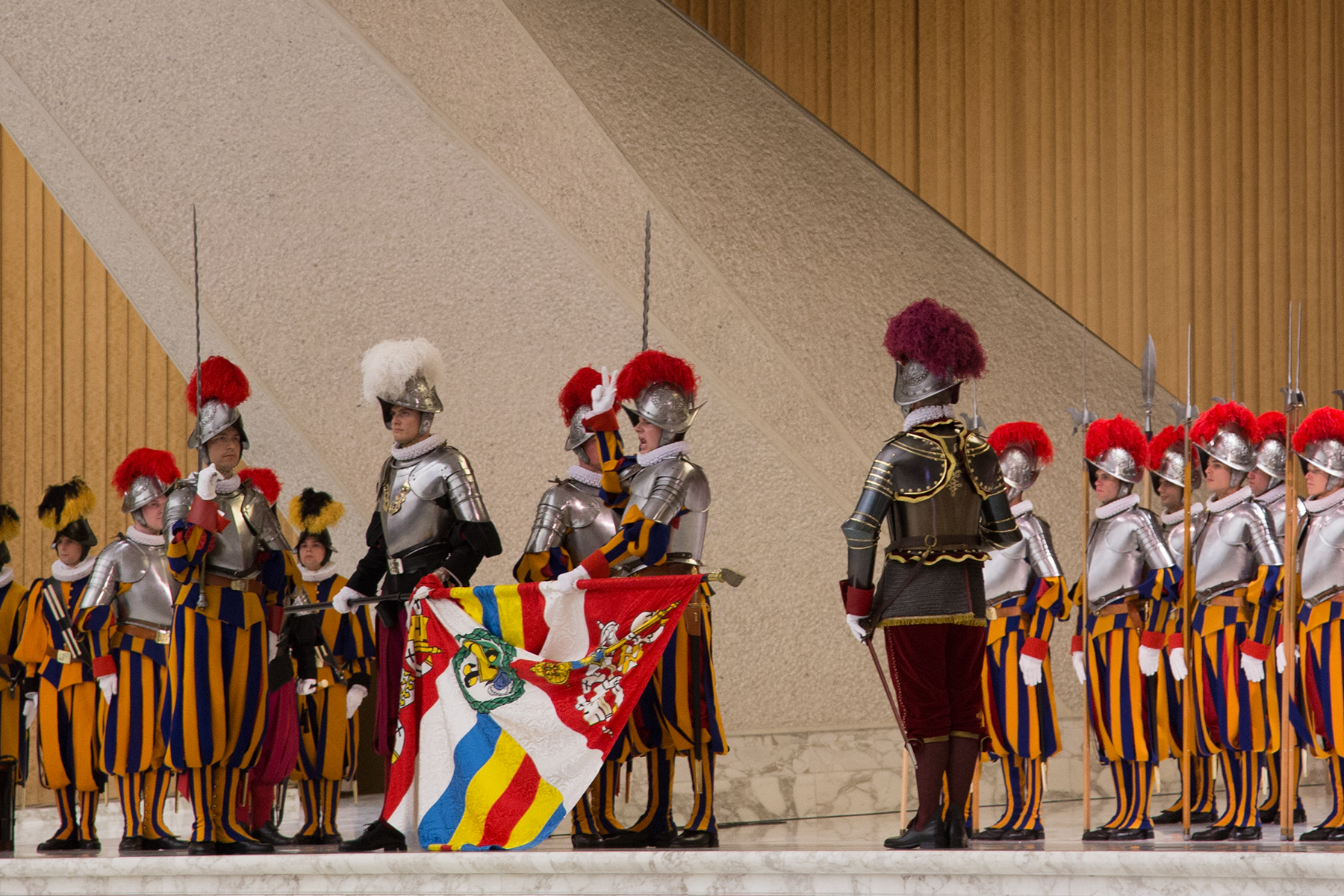
Edsavläggelse 2013. Fältväbeln är fanförare.

För att bli schweizergardist måste man vara schweizisk medborgare av manligt kön och vara praktiserande katolik, ha genomgått schweizisk militär grundutbildning, vara högst 30 år gammal, minst 174 centimeter lång, ogift och ha genomgått en treårig yrkesutbildning. Anställningen sker för en kontraktsperiod om två år. Under anställningstiden genomgås en fem veckors lång rekrytskola med tyngdpunkt på exercis och italienska språket. Den som kvarstår i tjänst för ett tredje år kan i Schweiz avlägga prov för att bli auktoriserad väktare. Lönen för en schweizergardist var 2023 omkring 1500 euro i månaden. Två tredjedelar av rekryterna fortsätter inte sin karriär i gardet efter avslutad tjänstgöringstid, bland annat på grund av den låga lönen och de hårda arbetsvillkoren.

### Faned
| ” | Jag svär att troget, redligt och hedersamt tjäna den regerande påven [namn på aktuell påve] och hans rättmätiga efterföljare, och att sätta in min fulla kraft för honom, beredd, om det så skulle krävas, att ge mitt liv för honom. Vid den apostoliska stolens sedisvakans tar jag på mig samma förpliktelse gentemot det heliga kardinalskollegiet. Jag lovar vidare herr kommendanten och mina övriga överordnande aktning, trohet och lydnad. Jag svär att iakttaga allt detta som mitt stånds ära kräver. Jag, N.N., svär att troget och hedersamt hålla allt detta, som nu har blivit uppläst för mig, så hjälpe mig Gud och hans helgon. | „ |

### Tjänstegrader och gradbeteckningar
| Grad            | Grad (tyska)   | Antal gardister med denna grad | Gradbeteckningar | Basker | Hjälm | Vapen |
| --------------- | -------------- | ------------------------------ | ---------------- | ------ | ----- | ----- |
| Överste         | Oberst         | 1                              |                  |        |       | -     |
| Överstelöjtnant | Oberstleutnant | 1(+1)                          |                  |        |       | -     |
| Major           | Major          | 1                              |                  |        |       | -     |
| Kapten          | Hauptmann      | 2                              |                  |        |       | -     |
| Fältväbel       | Feldwebel      | 1                              |                  |        |       | -     |
| Sergeant        | Wachtmeister   | 5                              |                  |        |       | -     |
| Korpral         | Korporal       | 10                             |                  |        |       |       |
| Vicekorpral     | Vizekorporal   | 10                             |                  |        |       |       |
| Hillebardiär    | Hellebardier   | 77                             |                  | -      |       |       |
| Trumslagare     | Tambour        | 77                             |                  | -      | -     |       |

## Materiel

### Uniformer
En vanligt förekommande men felaktig uppfattning är att Michelangelo är skapare av Schweizergardets uniformer. Den nuvarande uniformen utarbetades av gardeskommandanten Jules Répond (1910—1921) med utgångspunkt i tidigare uniformer samt med inspiration från Rafaels målningar. Paraduniformens färger gult, blått och rött finns i familjen Medicis vapen och minner om påven Clemens VII och det mod gardet uppvisade under Roms skövling (1527).

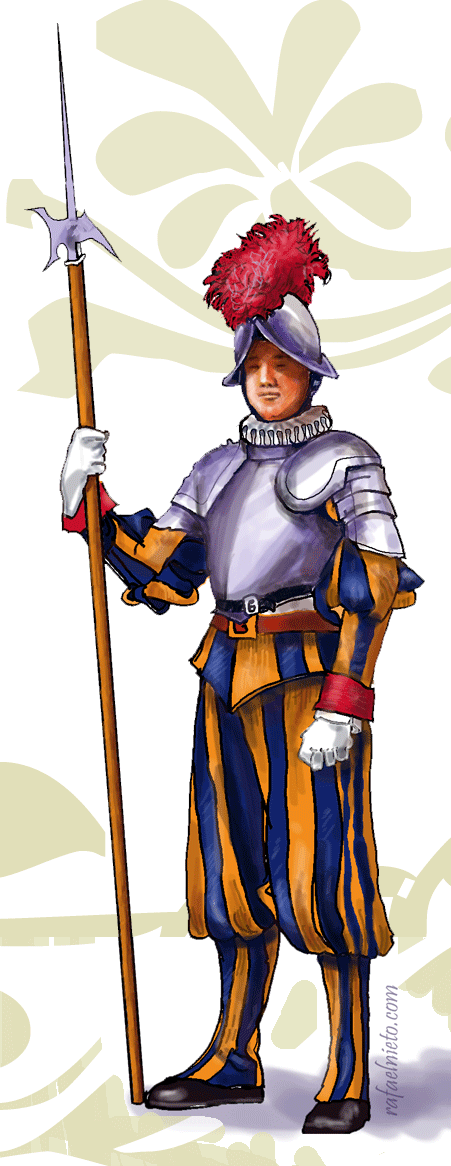
Schweizergardist i paraddräkt med hjälm och harnesk.
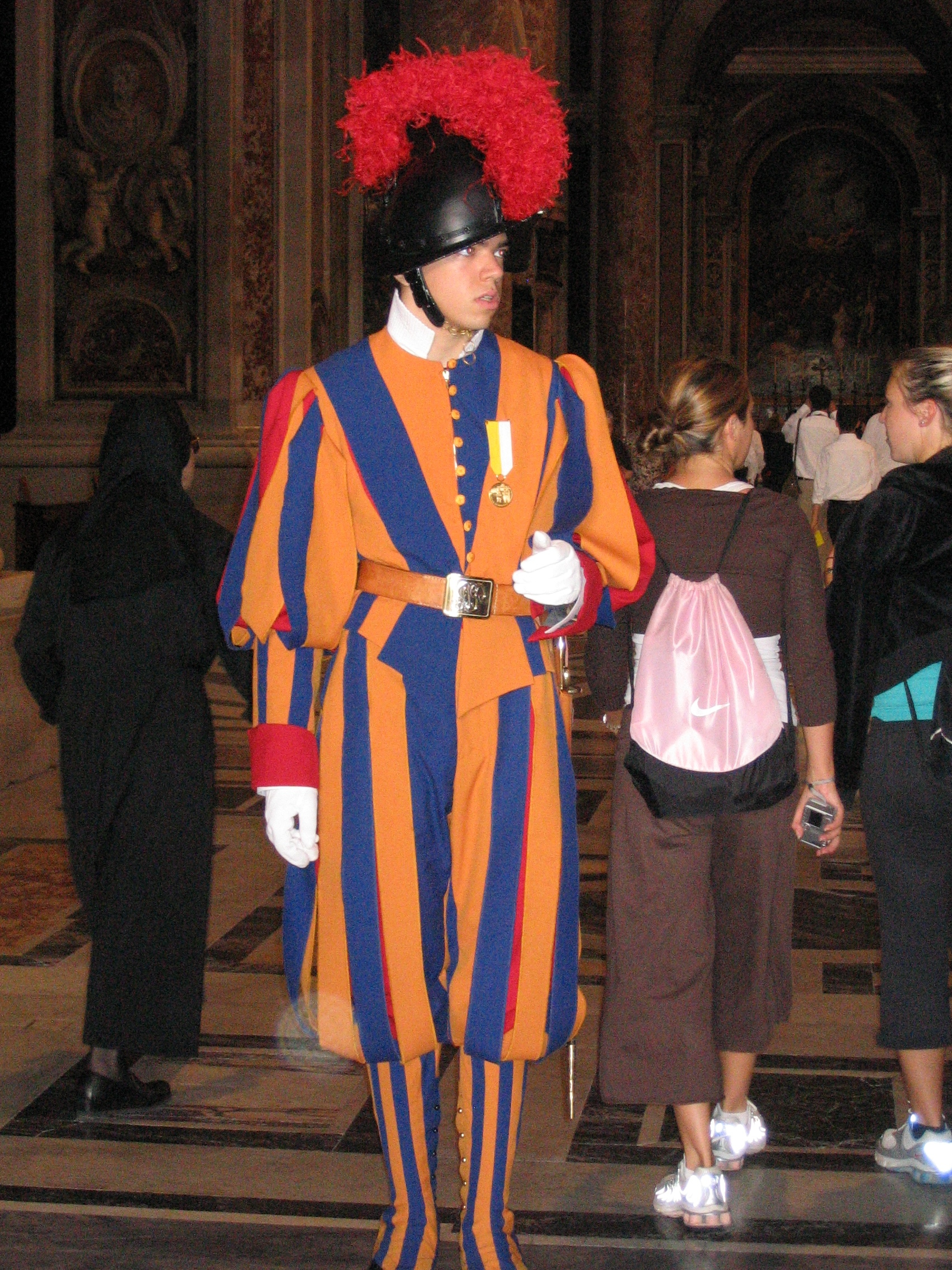
Schweizergardist i liten parad med hjälm, men utan skyddsvapen.
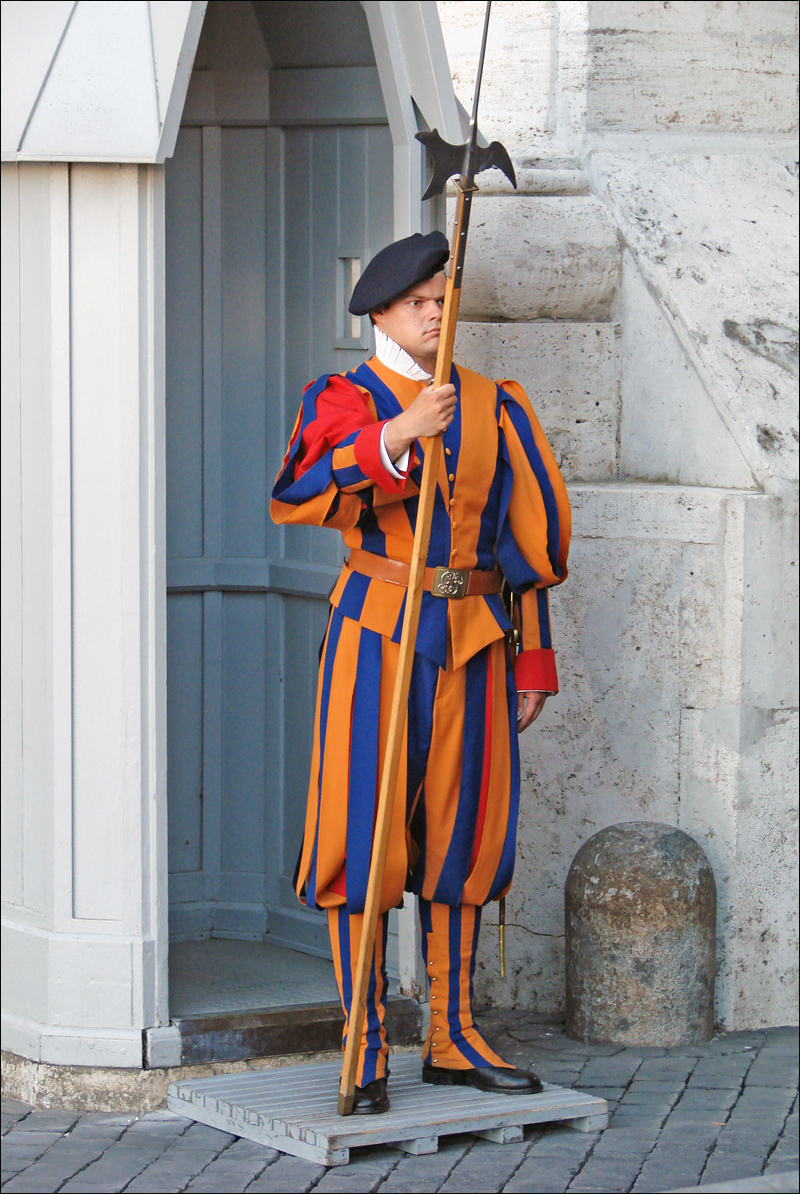
Schweizergardist i liten parad med barett och utan skyddsvapen.
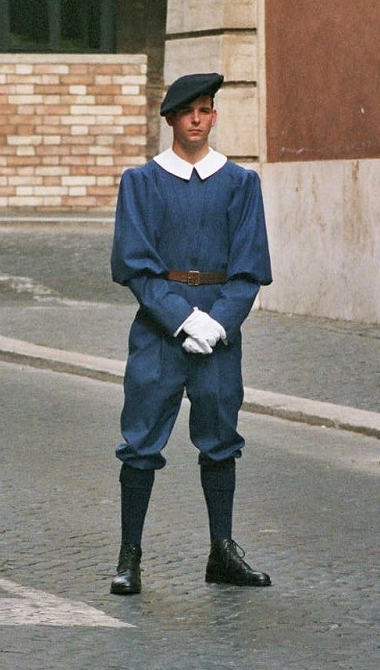
Schweizergardist i daglig dräkt.
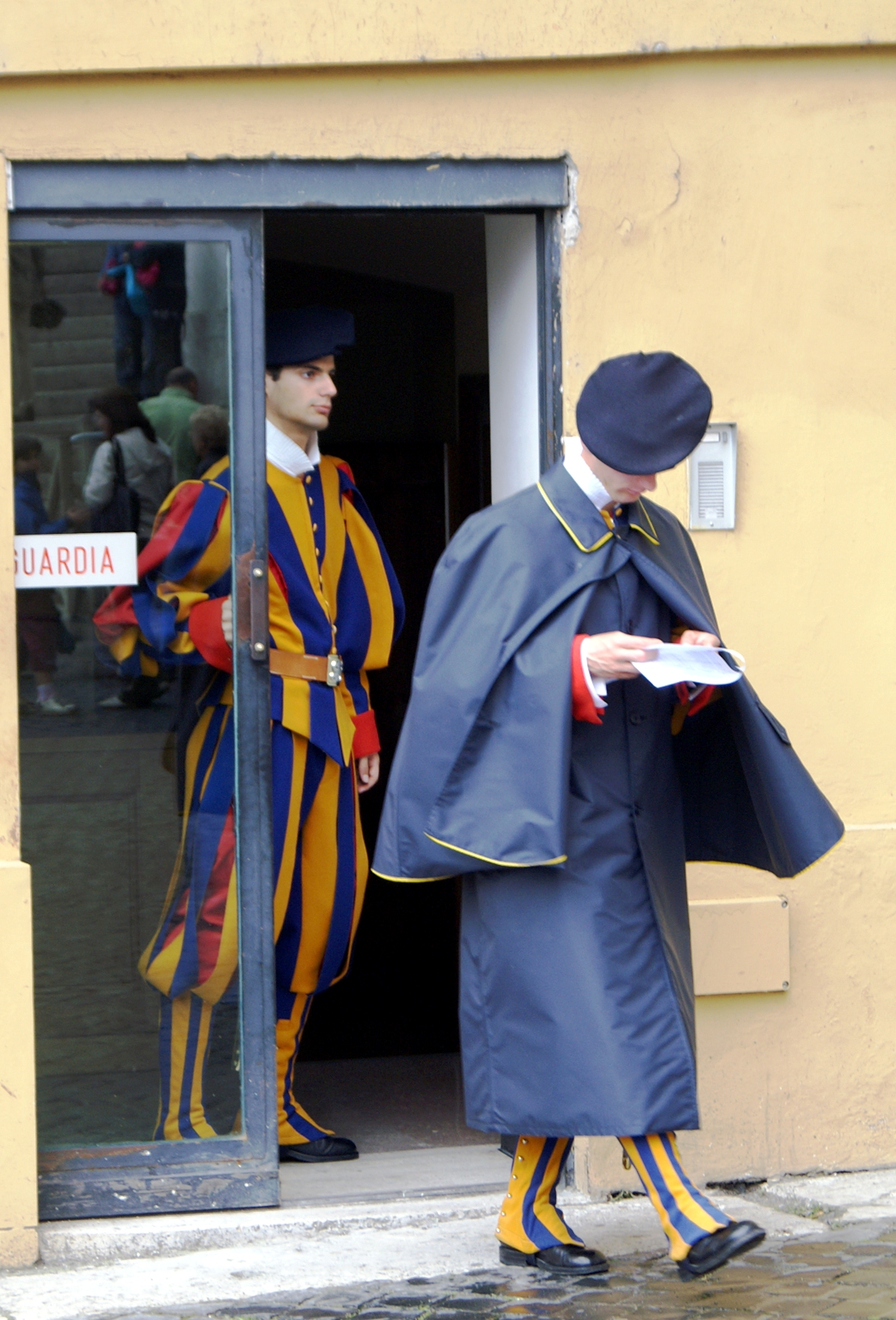
Schweizergardist i kappa med pellerin.
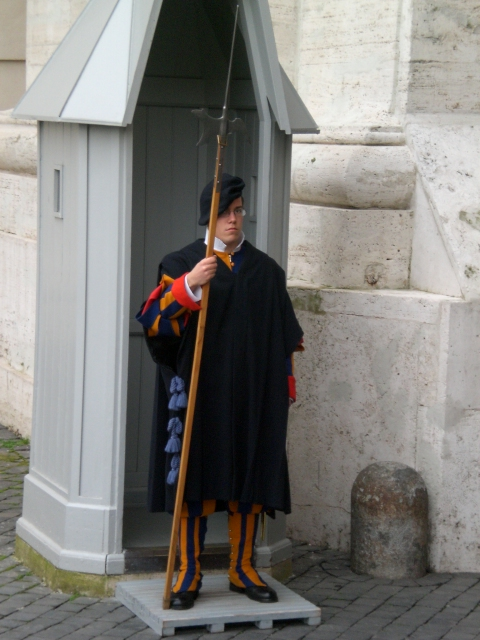
Schweizergardist i mantel.
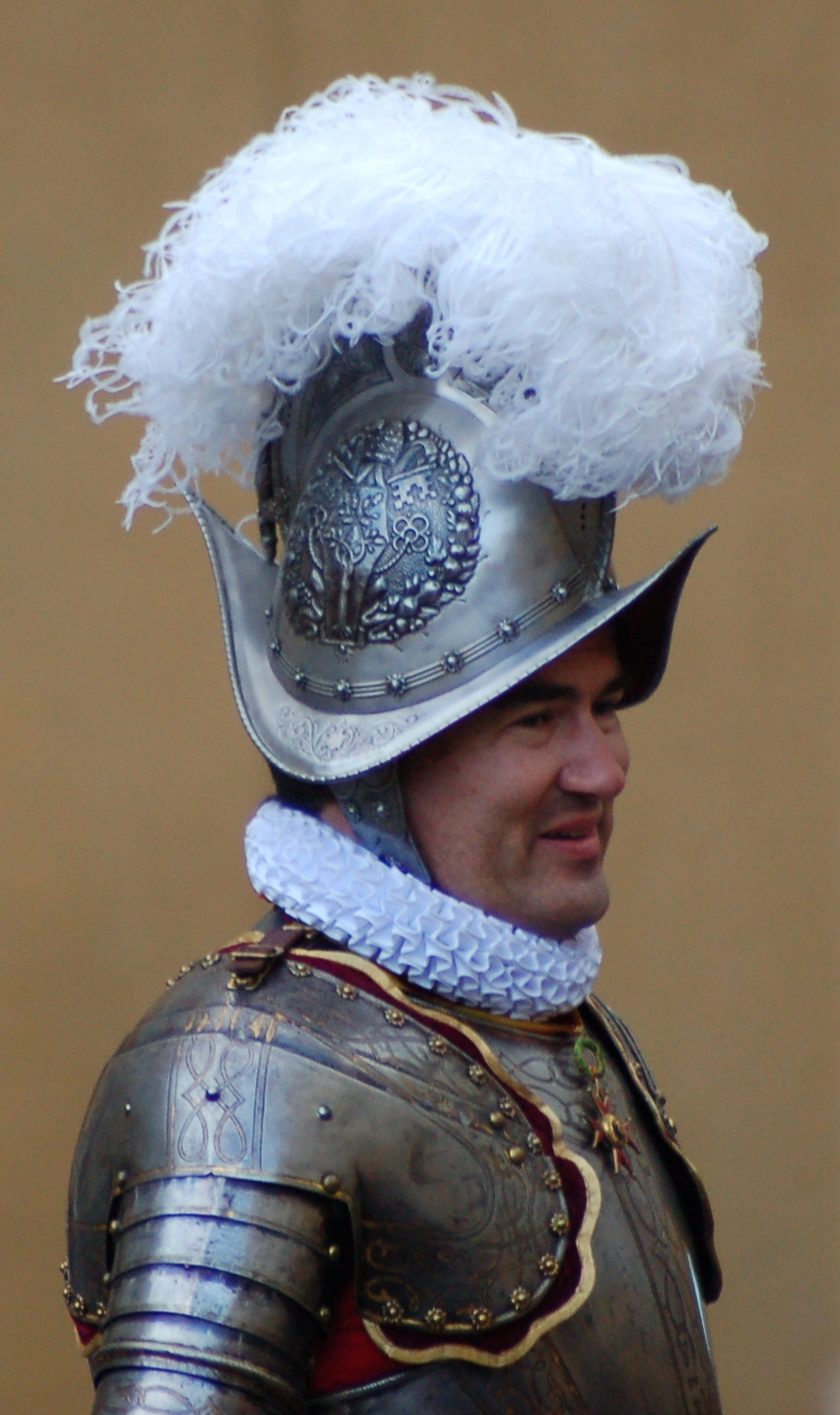
Schweizergardets kommendant i morion med vita hjälmfjädrar (här överste Elmar Mäder).
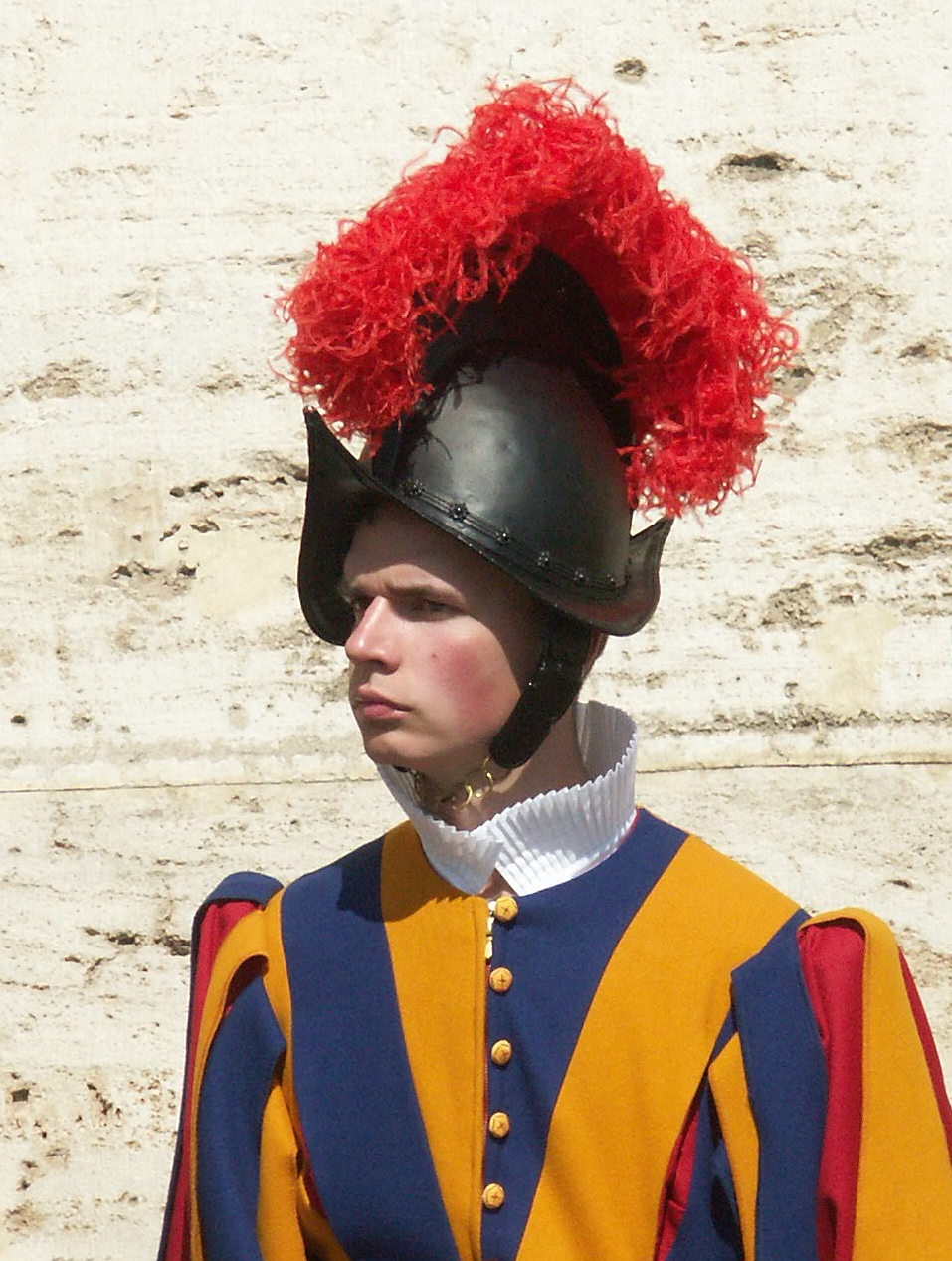
Schweizergardist i morion med röda hjälmfjädrar.

### Fanor
Det första fältet i fanan består av den regerande påvens sköldemärke; det fjärde fältet av påven Julius II sköldemärke; där korsarmarna möts är gardeskommendantens heraldiska vapen inom en lagerkrans.

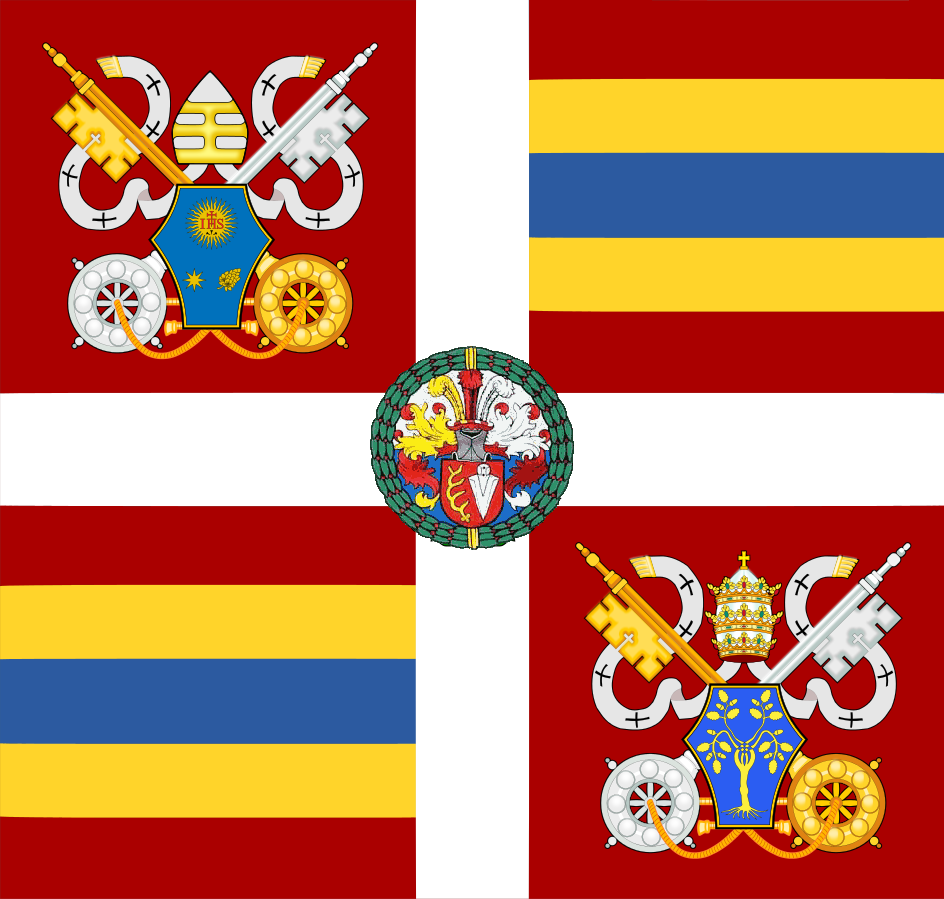
Fana med påve Franciskus  sköldemärke och överste Christoph Grafs heraldiska vapen.
Fana med påve Franciskus  sköldemärke och överste Daniel Anrigs heraldiska vapen.
Fana med påve Benedictus XVI sköldemärke och överste Elmar Mäders heraldiska vapen.
Fana med påve Johannes Paulus II sköldemärke och överste Elmar Mäders heraldiska vapen.
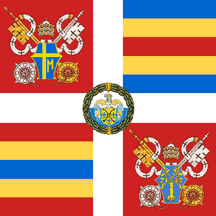
Fana med påve Johannes Paulus II sköldemärke och överste Franz Pfyffer von Altishofens heraldiska vapen.

Överste Anrigs vapen inom en lagerkrans.
Överste Mäders vapen inom en lagerkrans.

### Vapen

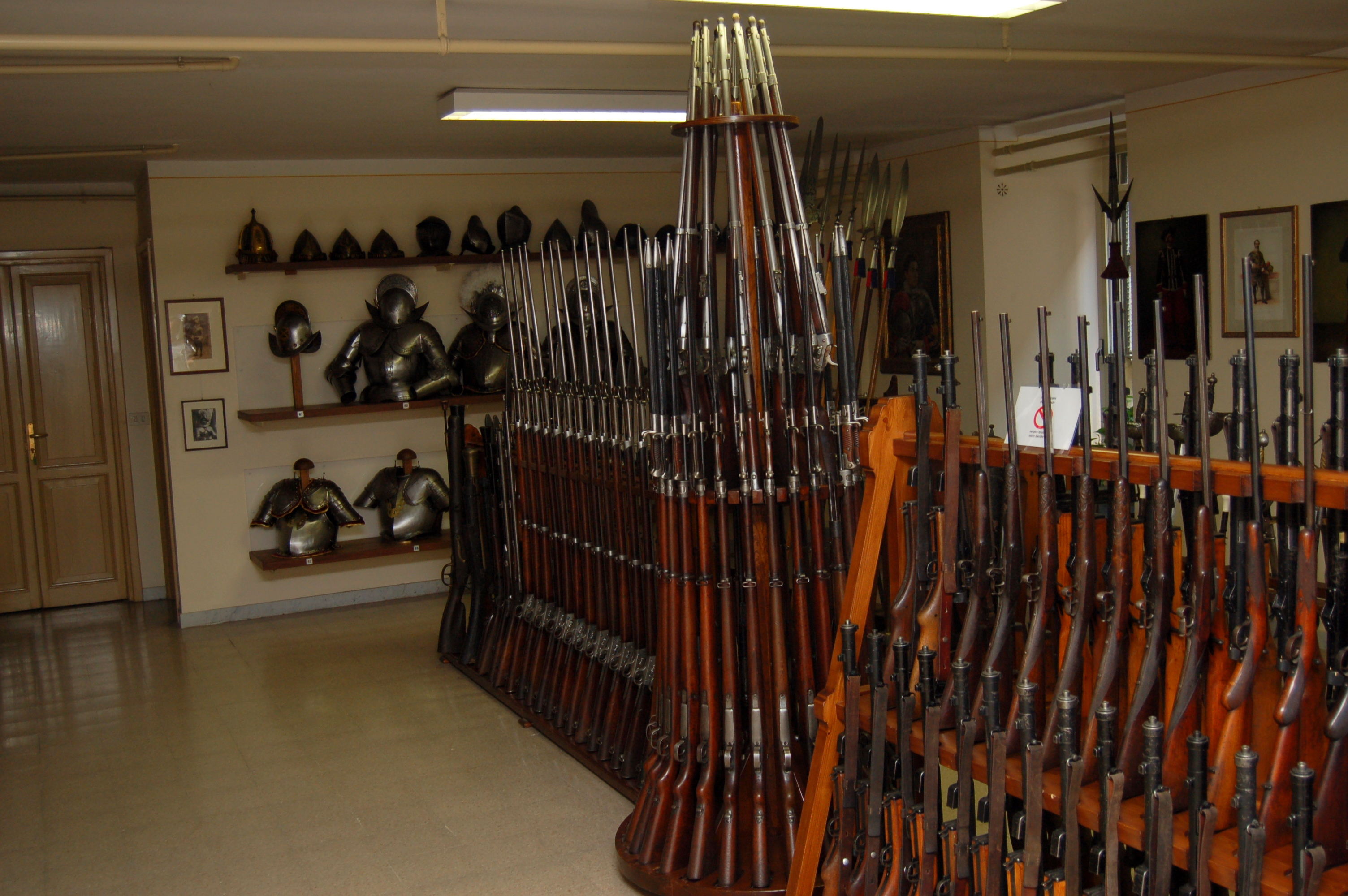
Utställning av äldre vapen i Schweizergardets tygmaterielförråd.

Schweizergardet är utrustad med traditionella vapen för ceremoniellt bruk, men de är även utrustade med moderna vapen.
De traditionella vapnen är svärd, batong, bardisan, flamberg och harnesk. De moderna vapnen utgörs av SIG Sauer P220, Glock 19, Heckler & Koch MP5, Heckler & Koch MP7, SIG SG 550 och SIG SG 552.